# Сакьёнг Мипам Ринпоче
Сакьонг Мипам Ринпоче (Джамгон Мипам Ринпоче, Джампал Тинлей Драдул, имя при рождении Ёсел Рандрол; род. в 1962) — учитель тибетского буддизма, глава международной буддийской ассоциации «Буддизм Шамбалы», объединяющей по всему миру сеть городских буддийских медитационных центров, ретритных центров, монастырей, университетов. Ассоциация была основана его отцом, учителем буддизма Чогьямом Трунгпой Ринпоче, одиннадцатым перерожденцем в линии передачи тулку Трунгпа, занимающей важное место в направлениях кагью и ньингма.
Сакьонг получил много учений от разных великих учителей тибетского буддизма, таких как Пенор Ринпоче и Дилго Кхьенце Ринпоче.
В 1995 году Ёсел Рандрол был формально объявлен Сакьонгом и подтверждённым перерождением Мипама. Пенор Ринпоче представил эту церемонию.
Сакьонг Мипам Ринпоче — верховный лама линии передачи, соединяющей элементы школ карма-кагью и ньингма. Он считается второй инкарнацией Мипама.